# Pushthrough
Pushthrough é uma comunidade localizada na província canadense de Terra Nova e Labrador. Foi fundada em 1814.